# Linus Yale

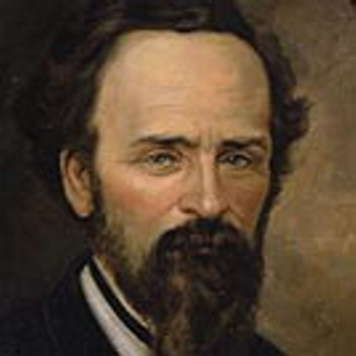
Linus Yale Jr.

Linus Yale jr. (* 4. April 1821 in Salisbury, Herkimer County; † 25. Dezember 1868) war ein amerikanischer Erfinder und wurde durch die Erfindung des Zylinderschlosses bekannt.
Yale eröffnete in den frühen 1840er Jahren ein Schlossgeschäft in Shelburne Falls, Franklin County (Massachusetts). Im Jahre 1861 ließ er sich ein Zylinderschloss für Türen patentieren und 1865 eine verbesserte Version. Diese war eines der sichersten Türschlösser, dessen Basis heute noch gebraucht wird. Yale trennte bei dem Zylinderschloss erstmals die Riegelkonstruktion vom Schließsystem. Diese Schlösser wurden damals als erste in Massenproduktion gefertigt. Im Jahre 1868 gründete er mit Henry Robinson Towne in Stamford (Connecticut) die Yale Lock Manufacturing Co. Stamford wird daher auch als „Lock City“ bezeichnet.